# Dušan Voglar
Dušan Voglar, urednik, literarni zgodovinar, prevajalec, dramaturg, leksikograf  * 29. januar 1936, Gorenje pri Zrečah (Sv. Kunigunda na Pohorju), † 8. oktober 2022, Šentvid (Ljubljana)?

## Življenje
Oče mu je bil učitelj Vlado, mati mu je bila Darinka (roj. Herceg). Osnovno šolo je obiskoval v Slovenskih Konjicah in na Prihovi, drugi razred nižje gimnazije v Rušah, šesti razred klasične gimnazije v Mariboru in Ljubljani, leta 1961 je na Filozofski fakulteti Univerze v Ljubljani diplomiral iz primerjalne književnosti ter leta 1962 iz slovenske književnosti in jezika.
Od 1963 do 1967 je bil urednik pri Cankarjevi založbi, od 1967 do 1971 je deloval kot sekretar Mestne zveze SZDL Ljubljana, med letoma 1971 in 1973 je bil predsednik izvršnega odbora Kulturne skupnosti Ljubljana. Od 1973 do 1985 je bil zaposlen na RTV Ljubljana kot odgovorni urednik kulturno-umetniškega programa, od leta 1978 pa kot dramaturg. Leta 1985 se je zaposlil v uredništvu Mladinske knjige, kjer je bil sprva odgovorni, od 1993 glavni in odgovorni ter od 1998  glavni urednik Enciklopedije Slovenije.

## Delo
Med letoma 1959 in 1960 je urejal Tribuno (COBISS), kjer je od 1956 tudi sam objavljal članke o študentskih in kulturnih vprašanjih (na primer Svoboda univerzitetnega študija, Kako smo se spomnili Camusa, intervju z Marjo Boršnik). Od leta 1960 do 1962 je v Vprašanjih naših dni (COBISS) urejal rubriko Književne ocene, ki jih je tudi sam pisal (mdr. Književnost in družbena stvarnost, Marksizem in religija ...). Pri Cankarjevi založbi je urejal družboslovno in marksistično literaturo. Sodeloval je pri pripravi Marxovih in Engelsovih izbranih del v petih knjigah. Leta 1967 je zasnoval ter med letoma 1972 in 1974 uredil  filozofsko zbirko Misel in čas, namenjeno sodobnemu evropskemu in domačemu prostoru. Splošna kulturna vprašanja je obravnaval še v  Novih razgledih in zborniku Pričevanja o Lojzetu Filipiču (COBISS).
V literarno zgodovino je segel z razpravo  Vodnikovo spoznavanje Horaca (skrajšano diplomsko delo), uredil in recenziral je (štiri knjige) Zbrana dela Ivana Cankarja (COBISS). S Tonetom Pavčkom je izbral pesmi Ivana Skuška Izgoreli dan (COBISS) in napisal spremno besedo.
Pripravil je temeljni izbor za TV-nanizanko Slovenske ljudske pravljice, z Jožetom Voznyjem sta napisala 16 scenarijev. Z Vladimirjem Kocjančičem in Jožetom Voznyjem je 1980. zasnoval zbirko pravljic na ploščah in napisal zanjo sedem scenarijev. Sodeloval je pri pisanju scenarija za TV-igro Tisti iz Jurjevega boršta (COBISS), posneto leta 1983. Kot prireditelj ali režiser je sodeloval pri številnih zvočnih posnetkih ljudskih pravljic, mdr. tudi pri Zverinicah iz Rezije (COBISS).

## Članki
- Oštrigeca z novimi koordinatami sprejemanja: radijski roman. Delo 1996. 14–15. (COBISS)
- Cankar o Trubarju in njegovih slavilcih. Stati inu obstati, 1–2 (2005). 90–105. (COBISS)
- Theodor Elze: 1823–1900. Stati inu obstati, 1–2 (2005). 228–232. (COBISS)

## Poezija
- Deželne balade (2002) (COBISS)
- Balade iz časa nove ideologije (2012)

## Izbrani prevodi
Poljudnoznanstveni in strokovni prevodi
- Lev Davidovič Landau in Jurij Borisovič Rumer, Kaj je teorija relativnosti (1966, ponatis 1979) (COBISS)
- Aleksandar Grličkov, Sodobni svet in socializem (1982) (COBISS)
- Walter M. Markov, 1789 – velika revolucija Francozov (1989) (COBISS)
- Jane Elliot, Moja prva enciklopedija (1989) (COBISS)
- Vladimir Basilov, Atlas človeštva (1991) (COBISS)
- Dežele in ljudje. (1992) (COBISS) (COBISS)
- Giuseppe Grazzinni, Narodni parki sveta (1993) (COBISS)
- Kronika človeštva (1997) (COBISS)
- Kronika 20. stoletja (1998-2000) (COBISS)
- Zastave sveta (1999) (COBISS)
- Atlas naravnih čudes: vodnik po najbolj presenetljivih krajih na svetu (2000) (COBISS)
- Svetovni zakladi: dediščina človeštva: spomeniki z Unescovega seznama svetovne dediščine (2001) (COBISS)
- Zemlja (2006) (COBISS)

Književni prevodi
- Nelson Algren, Jutra ne bo nikoli (1966) (COBISS)
- Jacob Grimm, Grimmove pravljice (1987) (COBISS)
- Bertolt Brecht, Umetnikova pot: spisi in zapiski o gledališču, liriki in romanu, filmu, fašizmu, kritiki, realizmu in formalizmu, diktaturi in miru in tako naprej (1987) (COBISS)
- Marianne Kiauta-Brink, Prvi žafran (2000) (COBISS)
- Igor Šentjurc, Očetova dežela (2001) (COBISS)
- Margret Buerschaper 'Temnordeče sonce: izbor iz zbirke Die kleinen Freuden am Wege. Letni časi, 11 (2001). 20–21.(COBISS)
- Marianne Kiauta Notranjost besede (2003) (COBISS)